# Balca, Baklan
Balca là một xã thuộc huyện Baklan, tỉnh Denizli, Thổ Nhĩ Kỳ.